# Copa América 1987 (regata)
La Copa América 1987 fue la edición número 26 de la Copa América de vela, y se disputó en Perth (Australia), más concretamente en Fremantle. El vencedor de la misma fue el yate Stars & Stripes, representante del Club de Yates de San Diego, que derrotó al yate Kookaburra III, del Real Club de Yates de Perth por 4 a 0.
Por primera vez en sus 136 años de historia, la Copa América no incluía ningún barco del Club de Yates de Nueva York, y por primera vez desde 1851 se disputaba fuera de los Estados Unidos. Además, el patrón del yate retador, Dennis Conner, era el patrón del yate derrotado en 1983, aunque en esta ocasión se presentó bajo la grímpola del Club de Yates de San Diego, ya que fue descartado por el Club de Yates de Nueva York tras su fracaso en la defensa de 1983.
También sería en esta edición la última vez que se utilizaron yates de la Clase 12 metros.

## Defender Selection Series
Cuatro equipos compitieron por ser elegidos por el Real Club de Yates de Perth como su representante en la defensa de la Copa.
El "Kookaburra III" (KA 15), diseñado por John Swarbrick & Iain Murray, construido por Parry Boat Builders, y patroneado por Iain Murray, del equipo Taskforce '87 venció las eliminatorias y fue proclamado representante del Real Club de Yates de Perth. 

### Participantes
| Equipo                             | Yates                                                              |
| ---------------------------------- | ------------------------------------------------------------------ |
| The America's Cup Defence 1987 Ltd | Australia II (KA 6), Australia III (KA 9) y Australia IV (KA 16)   |
| South Australia                    | South Australia (KA 8)                                             |
| Taskforce '87                      | Kookaburra (KA 11), Kookaburra II (KA 12) y Kookaburra III (KA 15) |
| Steak'n'Kidney                     | Steak'n'Kidney (KA 14)                                             |

## Challenger Selection Series (Copa Louis Vuitton)
Por segunda vez Louis Vuitton patrocinó las eliminatorias, aportando la Copa Louis Vuitton para el vencedor, que fue el yate "Stars & Stripes", del Club de Yates de San Diego. Venció en la final al equipo de Nueva Zelanda por 4 a 1. French Kiss y USA fueron los otros semifinalistas. 
El "Stars & Stripes", diseñado por John Marshall, construido por Robert E. Derecktor of Rhodes Island, y patroneado por Dennis Conner, tras vencer en las eliminatorias, también acabaría ganando la Copa, llevándola de vuelta a los Estados Unidos.

### Participantes
Quince equipos de seis naciones diferentes se inscribieron, pero solamente trece llegaron a competir, en Perth, por el derecho a disputar la Copa América 1987. El Challenger of Record fue el Club de Yates Costa Smeralda.   
| Equipo                               | Club                                     | Nación         | Yates |
| ------------------------------------ | ---------------------------------------- | -------------- | --- |
| America II Challenge                 | Club de Yates de Nueva York              | Estados Unidos | America II (US 42), America II (US 44) y América II (US 46)                                                                                 |
| Heart of America Challenge           | Club de Yates de Chicago                 | Estados Unidos | Heart of America (US 51) |
| Eagle Challenge                      | Club de Yates de Newport Harbour         | Estados Unidos | Eagle (US 60) |
| Saint Francis Golden Gate Challenge  | Club de Yates St. Francis                | Estados Unidos | USA I (US 49), USA II (US 61) |
| Courageous Syndicate                 | Yale Corinthian Yacht Club               | Estados Unidos | Courageous IV (US 26) |
| Sail America                         | Club de Yates de San Diego               | Estados Unidos | Stars & Stripes '83 (US 53, antes Spirit of America), Stars & Stripes'85 (US 54), Stars & Stripes '87 (US 55) y Stars & Stripes '86 (US 56) |
| Consorzio Azzurra                    | Club de Yates Costa Smeralda             | Italia         | Azzurra III (I 10), Azzurra IV (I 11) |
| Consorzio Italia                     | Club de Yates Italiano                   | Italia         | Italia I (I 7), Italia II (I 9) |
| RNZ America's Cup Challenge          | Real Escuadrón de Yates de Nueva Zelanda | Nueva Zelanda  | New Zealand I (KZ 3), New Zealand II (KZ 5) y New Zealand III (KZ 7)                                                                        |
| Canadian America's Cup Challenge     | Club de Yates de Secret Cove             | Canadá         | True North (KC 87), Canada II (KC 2) |
| British America's Cup Challenge 1987 | Real Club de Yates del Támesis           | Reino Unido    | White Crusader I (K 23), White Crusader II (K 25, conocido como Hippo)                                                                      |
| Challenge Kiss France                | Société des Régates Rochelaises          | Francia        | French Kiss (F 7) |
| Challenge France                     | Sociedad Náutica de Marsella             | Francia        | Challenge France (F 8) |

## Copa América
La competición, programada al mejor de 7 pruebas entre el 31 de enero y el 15 de febrero de 1987, terminó el día 4 al vencer el "Stars & Stripes" la cuarta regata. 
| Fecha                | Vencedor        | Perdedor       | Marcador | Delta |
| -------------------- | --------------- | -------------- | -------- | ----- |
| 31 de enero de 1987  | Stars & Stripes | Kookaburra III | 1-0      | 1:41  |
| 1 de febrero de 1987 | Stars & Stripes | Kookaburra III | 2-0      | 1:10  |
| 2 de febrero de 1987 | Stars & Stripes | Kookaburra III | 3-0      | 1:46  |
| 4 de febrero de 1987 | Stars & Stripes | Kookaburra III | 4-0      | 1:59  |